# Maegie Koreen
Maegie Koreen (* 25. Februar 1954 in Gelsenkirchen) ist eine deutsche Chansonsängerin und Autorin. Sie betreibt eine Kulturagentur und betreibt ein Plattenlabel.

## Leben
Maegie Koreen trat im Alter von 14 Jahren mit dem Edith-Piaf-Chanson Non, je ne regrette rien in Jugendzentren und auf Beatfestivals auf. 1973 erhielt sie einen ARD-Nachwuchspreis. 1974 trat sie im Tournée-Vorprogramm der Sängerin Hana Hegerová in Deutschland, Luxemburg, Liechtenstein und der Schweiz auf. Sie tritt seitdem kontinuierlich mit verschiedenen Konzertprogrammen als Chansonsängerin auf.
Sie verfasste eine Claire-Waldoff-Biographie, Immer feste druff, tourte mit einem Waldoff-Chanson-Programm durch Deutschland. Ihr Markenzeichen sind Wort- und Sprachspiele. Sie singt über Gefühle und Träume, bringt nach Kabaretttradition Pointen auf den Punkt.
M. Koreen betreibt eine Kulturagentur und Medienproduktion unter dem CD-Label Chanson Cafe.

## Produktionen

### Workshops
Mit Chanson-Workshops setzt sich Maegie Koreen seit 2001 für den Nachwuchs ein. 2005 führte Koreen ihren 4. Chanson-Workshop „Abendfüllende Konzertreife“ durch. Eine daraus resultierende Konzertreihe, „Herz über Kopf“, präsentierte die vier Absolventen Mario Stork, Pascal Vallée, Jennifer Labath und Daniel Malzahn mit einem eigenen Soloprogramm.

### Ausstellung „Kunst der Chanteusen“
2001: „Die Kunst der Chanteusen im Chanson Cafe Europa“, in der die dreißig wichtigsten Stilbildenden Chanteusen aus 100 Jahren Deutscher Kabarettgeschichte dokumentiert sind.

### „Mensch, Ruhrpott!“
Die Kleinkunstrevue „Mensch, Ruhrpott!“ feierte im Mai 2007 im Consol Theater Gelsenkirchen Premiere und wurde in vielen Städten aufgeführt. Die „Chansons und Lieder aus der Heimatstadt“ thematisieren die Eigenheiten und die Entwicklung des Ruhrgebiets unter der Mitwirkung von verschiedenen Gastkünstlern.

### „Chanson Café Europa“
„Chanson Café Europa“ ist eine 2008 von Koreen kreierte Konzertreihe, welche die Werke jüdischer Kleinkünstler zwischen Heimat und Exil vor, während und nach der NS-Zeit präsentiert und geschichtlich reflektiert. Drei der „Konzerte gegen das Vergessen“ mit jeweils thematisch verschiedenen Schwerpunkten fanden 2009 in der Neuen Synagoge Gelsenkirchen statt. Insbesondere das Leben der Stella Kadmon in Wien, der Annemarie Hase in Berlin und des Komponisten der Piaf, Norbert Glanzberg in Paris, sind Themenschwerpunkte der Konzertreihe. Mitwirkende sind Maegie Koreen, Pascal Vallée, Jennifer Labath, Nina Tripp und der Pianist Niclas Floer.

### „RuhrChansonnale“
Diese gründete Maegie Koreen 2005 als Netzwerk und Förderung des Chansons. Unter dieser Marke führte sie zahlreiche Veranstaltungen wie „Die Nacht der Chansons“, „DIVA“ sowie Festivals mit Ruhrgebietskünstlern und deren Soloprogrammen durch.
Im Mai 2008 wurde die „RuhrChansonnale“ von einer internationalen Jury als eines der ersten offiziellen „TWINS 2010“-Projekte der Kulturhauptstadt Europas RUHR.2010 ausgewählt. Mit diesem Status wurde die Idee der „RuhrChansonnale“ als Chansonnetzwerk auf die europäische Ebene erweitert. Unter dem Titel „Festival europäischer Liederpoeten“ gastierte Maegie Koreen im März 2010 mit Künstlern aus Russland, Polen, Frankreich, Österreich und dem Ruhrgebiet in den vier Ruhrgebietsstädten Hagen, Gladbeck, Gelsenkirchen und Bottrop. Es entstanden daraus eine Audio-CD und eine DVD-Dokumentation.

## Werke

### LPs
- So bin ich gebaut. Eigenproduktion, 1978
- Mit nackten Füßen. Mediaphone, 1981

### CDs
- Chansons: Aus Kabarett und Musikhall. Emscherland, 1990
- Der kleine Fuchs und ein Wald voller Musik. 2003 (mit Kalle Gajewsky)
- Dann wackelt die Wand: Eine Hommage an Claire Waldoff. Chanson Cafe, 2004
- Chansons Chansons Im Kabarett. Chanson Cafe, 2004
- Die Seele des Chansons: Lieder – Menschen – Gefühle. Chanson Cafe, 2004
- Chanson Jonglagen. Chanson Cafe, 2004
- Maegie Koreen & Hans Keller singen Brel. Chanson Cafe, 2005
- Tieferer Unsinn: Chansonlyrik. Chanson Cafe, 2006
- Maegie Koreen trifft Claire Waldoff: Aus Gelsenkirchen geboren. Chanson Cafe 2006
- Mensch, Ruhrpott ! – Chansons und Lieder aus der Heimatstadt. Chanson Cafe 2009
- RuhrChansonnale 2010 – Festival europäischer Liederpoeten. CD zum gleichnamigen TWINS 2010-Projekt im Rahmen von RUHR.2010; Chanson Cafe 2010

### DVDs
- RuhrChansonnale 2010 – Festival europäischer Liederpoeten – Chansons, Songs, Balladen. DVD zum gleichnamigen TWINS 2010-Projekt im Rahmen von RUHR.2010; Chanson Cafe 2010

### Monographien und Aufsätze
- Immer feste druff: Das freche Leben der Kabarettkönigin Claire Waldoff. Droste, Düsseldorf 1997
- Die rostrote Stimme. In: Begleit-Booklet zur Greta-Keller-CD Mein Herz hab ich gefragt. Bear Family Records
- Sechs Fuß Erde: und doch nicht tot. In: Begleitmedium zur CD Maegie Koreen und Hans Keller singen Brel.